# نقانق الصيف

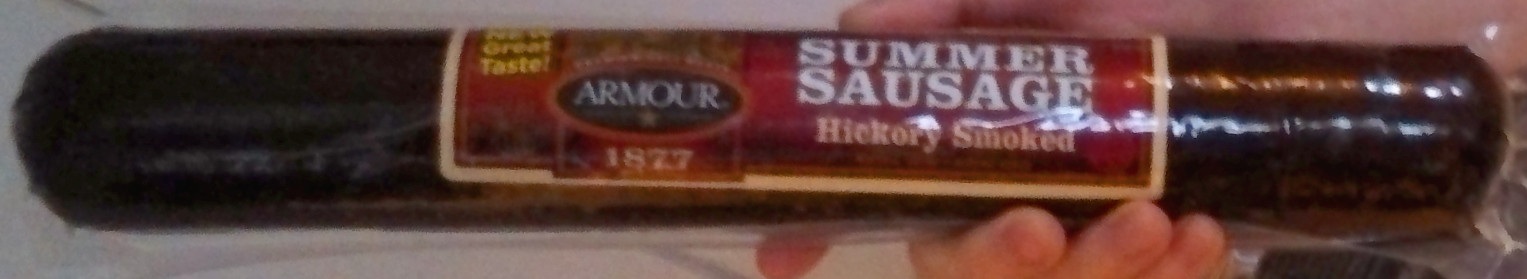
نقانق صيف كبيرة

نقانق الصيف هو مصطلح أمريكي لأي نقانق يمكن حفظها بدون تبريد حتى وقت فتحها. عادة ما تكون نقانق الصيف مصنوعة من لحم الخنزير، ولكنها قد تكون مصنوعة من أو تحتوي على لحوم أُخَر مثل لحم البقر أو لحم الغزال. تُخَمر نقانق الصيف، ويمكن تجفيفها أو تدخينها وتختلف مكونات المعالجة اختلافًا كبيرًا إلا أن ملح المعالجة يُستخدم دائمًا. قد تشمل التوابل بذور الخردل أو الفلفل الأسود أو ملح الثوم أو السكر. تَخمُّر النقانق الصيفية يَخفِض درجة الحموضة لإبطاء نمو الجراثيم وإعطاء مدة صلاحية أطول ما يعطي مذاقًا طازجًا.